# Maschane consobrina
Maschane consobrina är en fjärilsart som beskrevs av William Schaus 1906. Maschane consobrina ingår i släktet Maschane och familjen tandspinnare. Inga underarter finns listade i Catalogue of Life.